# Anthony J. DeMaria
Anthony John DeMaria (geboren 1931 in Italien) ist ein US-amerikanischer Physiker, der sich mit Lasern beschäftigt.

## Lene & Wirken
DeMaria machte 1956 seinen Bachelor-Abschluss als Elektroingenieur an der University of Connecticut, wo er 1965 promovierte. Danach war er an den Anderson Laboratories tätig, wo er sich unter anderem mit Akustik beschäftigte. Von 1960 bis 1994 war er im Forschungslabor (United Technologies Research Center ) von United Technologies Corporation in East Hartford tätig, wo er ab 1985 Assistant Director of Research war.
1994 gründete er das Unternehmen DeMaria ElectroOptics Systems (DEOS), das 2001 von Coherent Inc. in Santa Clara übernommen wurden und wo er danach Chefwissenschaftler war. Die Firma DEOS Coherent produziert Kohlendioxidlaser. Im Jahr 2001 war er Mitgründer und Präsident von TeraBit Communications.
Neben seiner Industrietätigkeit war er Professor in Residence in der Fakultät für Elektrotechnik und Informatik der University of Connecticut (und 1994 bis 1998 als Forschungsprofessor an deren Photonic Research Center) sowie Adjunct Professor am Rensselaer Polytechnic Institute. Außerdem hielt er Vorlesungen an der University of California, Los Angeles (UCLA), dem Caltech und der University of Hartford.
Anfang der 1960er Jahre entwickelte er Q-Switching-Verfahren für Laser mit akusto-optischen Methoden. Bekannt ist er dafür, dass er als erster Pikosekunden-Laserpulse um 1965 erzeugte. Später entwickelte er unter anderem Laser hoher Leistung.

## Mitgliedschaften
Er war Präsident der Optical Society of America und erhielt deren Frederic Ives Medal. Er ist Mitglied der National Academy of Sciences, der National Academy of Engineering (1976) und ist Fellow der American Physical Society. 1980 erhielt er den IEEE Morris N. Liebmann Memorial Award. Er war 1994 bis 2000 Präsident der Connecticut Academy of Science and Engineering, die er mit gründete, und 2004 erhielt er die Connecticut Medal of Technology. Er war Berater beim US-Verteidigungsministerium. 2004 war er Präsident der SPIE (Society of Photographic Instrumentation Engineers). Er hält über 55 Patente (2009).

## Schriften
- mit D. Stetser, H. Heynau Self mode locking of lasers with saturable absorbers, Appl.Phys.Letters, Bd. 8 1966, S. 174
- mit D. Stetser, W. Glenn Ultrashort light pulses, Science Bd. 156, 1967, S. 1557
- mit Glenn, Brienza, Mack Picosecond laser pulses, Proc. IEEE, Bd. 57, 1969, 2
- Picosecond Laser Pulses, in Emil Wolf, Progress in Optics, Bd. 9, 1971